# Philippe Olivier

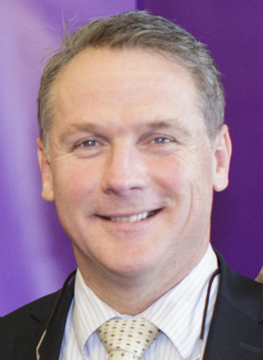
Philippe Olivier

Philippe Olivier (nascido a 30 de Agosto de 1961) é um político francês eleito deputado ao Parlamento Europeu em 2019.
Olivier concorreu às eleições parlamentares francesas de 2017 no 7.º círculo eleitoral de Pas-de-Calais, onde foi derrotado pelo candidato republicano, Pierre-Henri Dumont, no segundo turno.
A sua esposa, Marie-Caroline Le Pen, é irmã da candidata presidencial francesa Marine Le Pen.